# Pascale Roberts
Pour les articles homonymes, voir Laurent et Roberts.
Pascale Roberts, née Marie-José Maud Walsain-Laurent, le 21 octobre 1930 à Boulogne-Billancourt et morte le 26 octobre 2019 à Garches, est une actrice française.

## Biographie

### Enfance
Marie-José Walsain-Laurent, naît le 21 octobre 1930 à Boulogne-Billancourt, (Hauts-de-Seine),.

### Vie privée
Elle épouse l'acteur Michel Le Royer en 1954 dont elle divorce en 1956. En 1957, elle épouse l'acteur Pierre Mondy, dont elle divorce en 1966. Elle épouse ensuite l'écrivain Pierre Rey.
Elle se convertit au bouddhisme,, mais ses obsèques sont célébrées selon le rite catholique.

### Carrière professionnelle
En 1952, alors qu'elle demeure à Londres, elle est embauchée par la télévision américaine pour un contrat d'un an. Après ses premiers rôles (Le Fric, Les Loups dans la bergerie, Dans la gueule du loup), elle joue la victime dans Compartiment tueurs de Costa-Gavras. À la télévision, elle est la partenaire de Geneviève Grad dans le feuilleton Chambre à louer (1965). En 1973, elle est en vedette avec Jean-Claude Pascal dans un feuilleton télévisé quotidien Le Temps de vivre... Le Temps d'aimer de Louis Grospierre. En 1975, elle joue son rôle le plus célèbre, la mère de la victime Isabelle Huppert, dans Dupont Lajoie d'Yves Boisset. Dans les années 1980, elle est la partenaire d'Alain Delon dans plusieurs films comme Trois hommes à abattre et Pour la peau d'un flic.
Elle dispense pendant quelques années des cours de théâtre à l'École internationale de création audiovisuelle et de réalisation à Paris.
En juin 2008, elle décroche son dernier grand rôle, celui de Wanda, la mère de Blanche Marci, personnage récurrent dans le feuilleton français Plus belle la vie, diffusé sur France 3. Elle apparaît jusqu'au 25 novembre 2016, puis arrête les tournages en raison de problèmes de santé, révèle le producteur Sébastien Charbit.

### Mort
Pascale Roberts meurt le 26 octobre 2019, des suites d'un cancer, à l'âge de 89 ans,, à son domicile de Garches.
Ses obsèques se déroulent à l'église Saint-Roch à Paris le 8 novembre 2019.

## Filmographie

### Cinéma

#### Années 1950
- 1953 : Une vie de garçon de Jean Boyer
- 1954 : Les femmes s'en balancent de Bernard Borderie
- 1954 : Madame du Barry de Christian-Jaque
- 1955 : Série noire de Pierre Foucaud
- 1955 : Le Fils de Caroline chérie de Jean Devaivre
- 1955 : Le Village magique de Jean-Paul Le Chanois
- 1955 : Les Hommes en blanc de Ralph Habib
- 1955 : Cherchez la femme de Raoul André
- 1955 : Milord l'Arsouille d'André Haguet
- 1956 : Mémoires d'un flic de Pierre Foucaud
- 1956 : L’Île des désespérés (ca) d’Arturo Ruiz Castillo (es)
- 1957 : Et par ici la sortie de Willy Rozier
- 1957 : Quand la femme s'en mêle d'Yves Allégret
- 1957 : Ces dames préfèrent le mambo de Bernard Borderie
- 1958 : Le Sicilien de Pierre Chevalier avec Fernand Raynaud

#### Années 1960
- 1960 : Les Loups dans la bergerie d'Hervé Bromberger
- 1960 : Préméditation d'André Berthomieu
- 1961 : Les Moutons de Panurge de Jean Girault
- 1961 : Dans la gueule du loup de Jean-Charles Dudrumet
- 1962 : Nous irons à Deauville de Francis Rigaud
- 1963 : Le Bon Roi Dagobert de Pierre Chevalier
- 1963 : Dragées au poivre de Jacques Baratier
- 1964 : Le Bluffeur de Sergio Gobbi
- 1964 : Le Mystère de la jonque rouge d'Helmut Ashley
- 1964 : Relaxe-toi chérie de Jean Boyer
- 1965 : Les Baratineurs de Francis Rigaud
- 1965 : Compartiment tueurs de Costa-Gavras
- 1967 : La Blonde de Pékin de Nicolas Gessner
- 1967 : Le Treizième Caprice de Roger Boussinot
- 1968 : Un drôle de colonel de Jean Girault
- 1969 : Les Patates de Claude Autant-Lara

#### Années 1970
- 1971 : Deux Enfants qui s'aiment (Friends) de Lewis Gilbert
- 1973 : La Brigade en folie de Philippe Clair
- 1974 : Le Permis de conduire de Jean Girault
- 1975 : La Rage au poing d'Éric Le Hung
- 1975 : Dupont Lajoie d'Yves Boisset
- 1975 : L'Incorrigible de Philippe de Broca
- 1976 : Les Mal Partis de Sébastien Japrisot
- 1978 : Le beaujolais nouveau est arrivé de Jean-Luc Voulfow

#### Années 1980
- 1980 : Trois hommes à abattre de Jacques Deray
- 1981 : Pour la peau d'un flic d'Alain Delon
- 1983 : Prends ton passe-montagne, on va à la plage d'Eddy Matalon
- 1983 : Surprise Party de Roger Vadim
- 1984 : Aldo et Junior de Patrick Schulmann
- 1985 : Brigade des mœurs de Max Pécas
- 1985 : Gros Dégueulasse de Bruno Zincone
- 1987 : Le Grand Chemin de Jean-Loup Hubert
- 1987 : Fucking Fernand de Gérard Mordillat

#### Années 1990
- 1993 : Le Mari de Léon de Jean-Pierre Mocky
- 1994 : La Fille de d'Artagnan de Bertrand Tavernier
- 1995 : À la vie, à la mort ! de Robert Guédiguian
- 1997 : Marius et Jeannette de Robert Guédiguian
- 1999 : Chili con carne de Thomas Gilou

#### Années 2000
- 2000 : À l'attaque ! de Robert Guédiguian
- 2000 : La ville est tranquille de Robert Guédiguian
- 2002 : Pas si grave de Bernard Rapp
- 2003 : Je reste ! de Diane Kurys
- 2004 : Mon père est ingénieur de Robert Guédiguian
- 2008 : Lady Jane de Robert Guédiguian

### Télévision
- 1958 : Les Cinq Dernières Minutes de Claude Loursais : Juliette Clairoix (épisode Tableau de chasse)
- 1962 : L'inspecteur Leclerc enquête de Guy Lefranc (épisode : Haute Fidélité)
- 1964 : Bob Morane (saison 1, épisode 2 : Rafale en Méditerranée)
- 1965 : Bonjour tristesse de François Chatel : Elsa
- 1966 : L'Amour en papier de François Chatel
- 1968 : Les Chevaliers du ciel : Nathalie (saison 2)
- 1968 : Les Dossiers de l'Agence O de Marc Simenon : l’hôtesse de l’air (épisode L'étrangleur de Montigny)
- 1971 : Au théâtre ce soir : Virage dangereux de John Boynton Priestley, mise en scène Raymond Rouleau, réalisation Pierre Sabbagh, Théâtre Marigny
- 1973 : Le temps de vivre... Le temps d'aimer : Mathilde
- 1974 : Arsène Lupin : Irène Imbert (épisode 26 : Le Coffre-fort de Madame Imbert)
- 1977 : D'Artagnan amoureux de Yannick Andreï : Madeleine
- 1981 : Les Roses de Dublin de Pierre Rey et Lazare Iglesis : Cora O'Reilly
- 1983 : Quelques hommes de bonne volonté de François Villiers
- 1985 : Double face de Serge Leroy
- 1986 : Madame et ses Flics de Roland-Bernard (épisode : Ultra Léger Meurtre)
- 1988 : L'Appart de Michel Fermaud
- 1988 : Tout l'or du professeur de Steno
- 1989 : Tendresse et Passion (téléroman)
- 1990 : Le lien du sang de Pierre Lary
- 1991 : Un beau petit milliard de Pierre Tchernia
- 1992 : Le Secret du petit milliard de Pierre Tchernia
- 1993 : Un soleil pour l'hiver de Laurent Carcélès
- 1993 : Le juge est une femme (épisode Aux marches du palais)
- 1994 : L'instit de Michel Favart : Dora (saison 2, épisode 1 : Tu m'avais promis)
- 1995 : Noël et après de Daniel Vigne
- 1996 : Jamais deux sans toi...t : Margot Dubreuil
- 1996 : Double peine de Thomas Gilou
- 1997 : Maigret (épisode 
Maigret et le Liberty bar)
- 1997 : Mélanie d'Emmanuel Finkiel
- 1997 : La Mère de nos enfants de Jean-Louis Lorenzi
- 1998 : Marie Fransson
- 1998 : Homicide conjugal de Gérard Cuq
- 1998 : Les pédiatres
- 1998 : Bob le magnifique de Marc Angelo
- 1999 : Les Cordier, juge et flic (épisode Le deuxième fils)
- 1999 : Les mômes de Patrick Volson
- 2000 : L'Enfant de la honte de Claudio Tonetti
- 2001 : Joséphine, ange gardien : Louise (saison 5, épisode 4 : La Comédie du bonheur)
- 2002 : Un bébé noir dans un couffin blanc de Laurent Dussaux
- 2002 : L'amour interdit de Jacques Malaterre
- 2003 : Femmes de loi d'Hélène Roque-Dumont (épisode : L’œil de Caïn)
- 2004 : Un homme presque idéal de Christiane Lehérissey
- 2004 : L'Adorable Femme des neiges de Jean-Marc Vervoort
- 2005 : Mes deux maris d'Henri Helman, Josiane
- 2007 : Suspectes de Martin Guyot, Céline Guyot
- 2008 - 2016 : Plus belle la vie : Wanda Legendre, mère de Blanche Marci (saisons 4 à 13)
- 2016 : Workingirls : Paulette Broutier

## Théâtre
- 1959 : La Petite Molière de Jean Anouilh, mise en scène Jean-Louis Barrault, Grand théâtre de Bordeaux, Odéon-Théâtre de France
- 1960 : Piège pour un homme seul de Robert Thomas, mise en scène Jacques Charon, tournée
- 1961 : Piège pour un homme seul de Robert Thomas, mise en scène Jacques Charon, Théâtre des Célestins
- 1961 : Spéciale Dernière de Ben Hecht et Mac Arthur, mise en scène Pierre Mondy, Théâtre de la Renaissance
- 1964 : 2+2=2 de Staf Knop, mise scène Georges Vitaly, Théâtre La Bruyère
- 1967 : Des petits bonhommes dans du papier journal de Jean-Claude Darnal, mise en scène Bernard Jenny, Théâtre du Vieux-Colombier
- 1969 : La Poulette aux œufs d'or de Robert Thomas, mise en scène de l'auteur, Théâtre des Capucines
- 1971 : Du côté de chez l’autre d’Alan Ayckbourn, mise scène Jean-Laurent Cochet, Théâtre de la Madeleine
- 1975 : Le Dindon de Georges Feydeau, mise en scène Jean Meyer, Théâtre des Célestins
- 1980 : ... Diable d'homme ! de Robert Lamoureux, mise en scène Daniel Ceccaldi, Théâtre des Bouffes-Parisiens
- 1983 : L'Entourloupe d'Alain Reynaud-Fourton, mise en scène Michel Modo, Théâtre des Nouveautés, Théâtre des Célestins, tournée
- 1990 : Tiercé gagnant de John Chapman, mise en scène Christopher Renshaw, Théâtre de la Michodière
- 1992 : Caligula d'Albert Camus, mise en scène Jacques Rosny, Théâtre 14 Jean-Marie Serreau, Théâtre des Mathurins
- 1995 : Sacré Nostradamus ! de Jean Dell, mise en scène Gérard Caillaud, Théâtre des Mathurins
- 1997 : Les Marchands de gloire de Marcel Pagnol, Paul Nivoix et Robert Trébor, mise en scène Michel Fagadau, Comédie des Champs-Élysées
- 2004 : Un beau salaud de Pierre Chesnot, mise en scène Jean-Luc Moreau, Théâtre de Paris : Marie Madeleine dite Mado
- 2005 : Ces dames de bonne compagnie de Bruno Druart, mise en scène Pierre Santini
- 2007 : K. Lear d'après William Shakespeare, adaptation et mise en scène Marie Montegani, International Visual Theatre
- 2012 : Gigi de Colette, mise en scène Richard Guedj, tournée
- 2013 : Gigi de Colette, mise en scène Richard Guedj,   Théâtre Daunou

## Distinctions
- César 1998 : nomination au César de la meilleure actrice dans un second rôle